# Buckow (Dahme/Mark)

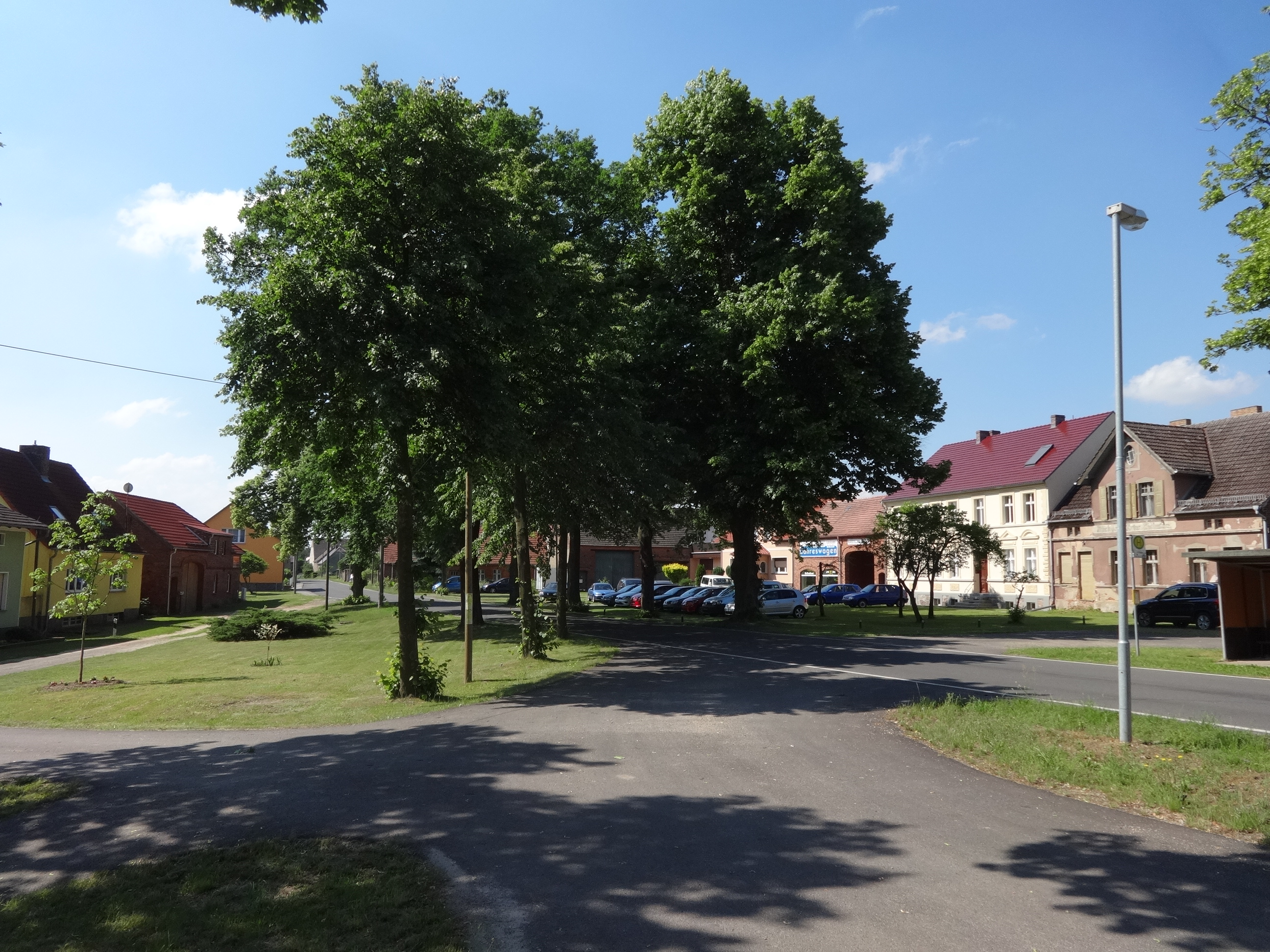
Dorfanger in Buckow

Buckow ist ein Ortsteil der amtsangehörigen Stadt Dahme/Mark im brandenburgischen Landkreis Teltow-Fläming.

## Geografische Lage
Der Ortsteil liegt im Norden des Stadtgebietes und grenzt dort an Baruth/Mark. Westlich grenzt Buckow an den Ortsteil Wahlsdorf und im Osten an die Gemeinde Steinreich. Durch den Ort führt in West-Ost-Richtung die Landstraße L711 und in südlicher Richtung die Landstraße L705 nach Gebersdorf.

## Geschichte
Buckow wurde im  Jahr 1346 erstmals urkundlich erwähnt. Der Name ist slawischen Ursprungs und bedeutet so viel wie Buche. In dem Angerdorf sind aus dem 18. Jahrhundert insgesamt 16 Feuerstellen, eine Windmühle, ein Krug sowie eine Schmiede überliefert. Am 5. August 1928 eröffnete ein Freibad, das seit 2007 aus bautechnischen Gründen nicht nutzbar ist. Ein Förderverein bemüht sich seither um die Sanierung und Wiedereröffnung.
Von 1635 bis 1815 gehörte der Ort zum sächsischen Amt Dahme.
Am 20. April 1945 stürzte das letzte Linienflugzeug, das aus Berlin Richtung Prag gestartet war, bevor die Rote Armee am Folgetag Berlin erreichte, mit 17 Passagieren und drei Besatzungsmitgliedern im Waldgebiet zwischen Glienig und Buckow nach Beschuss ab.

## Sehenswürdigkeiten

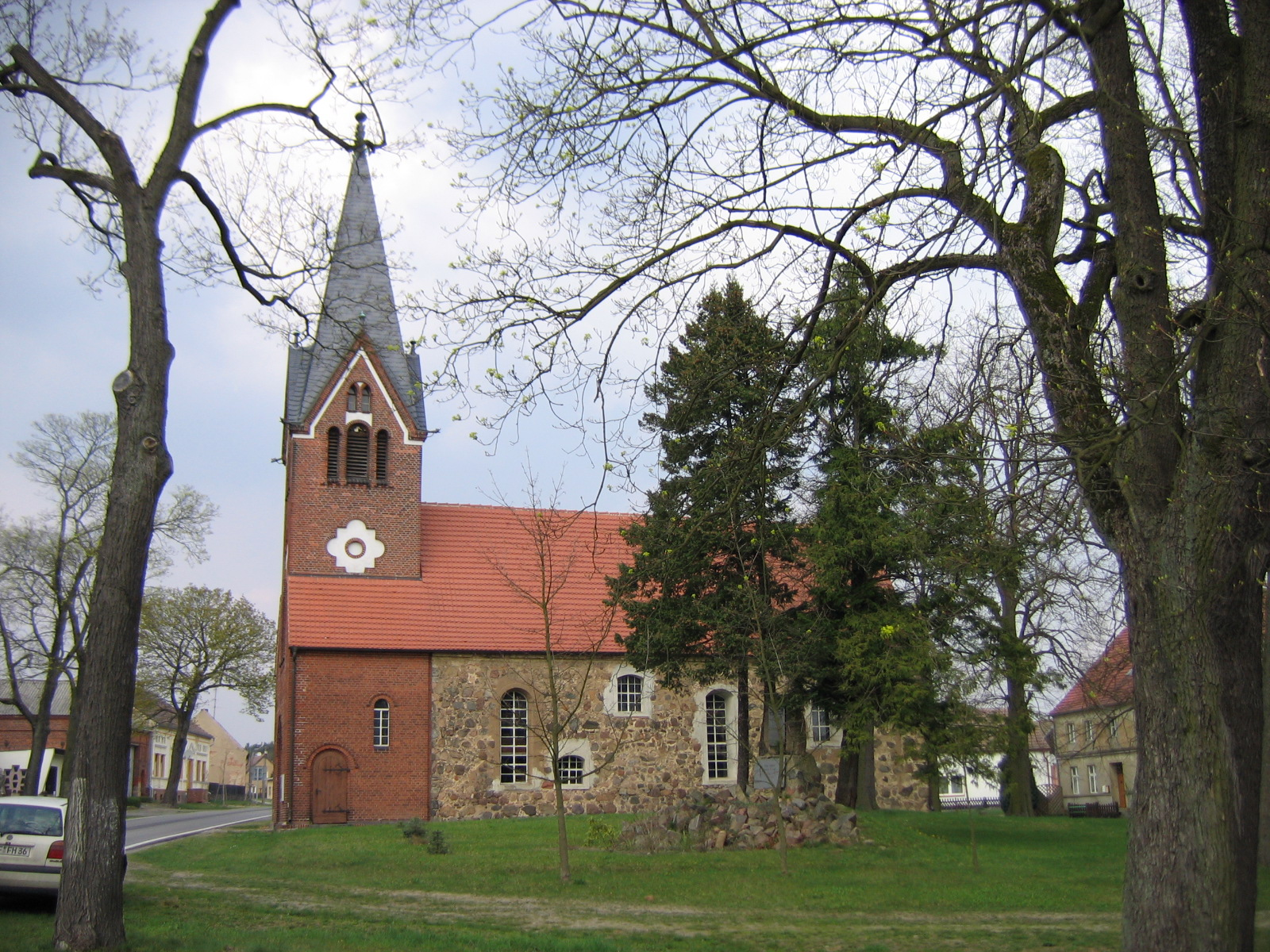
Dorfkirche Buckow (Dahme/Mark)

- Die Dorfkirche in Buckow entstand vermutlich in der ersten  Hälfte des 14. Jahrhunderts als Saalkirche. Sie wurde im Spätmittelalter erweitert und im 18. Jahrhundert barock überformt. Aus dieser Zeit stammen auch der Kanzelaltar sowie das Orgelprospekt. Südlich der Kirche erinnert ein Gedenkstein an die Opfer aus dem Ersten und Zweiten Weltkrieg.
- Der Oberlaubenstall in der Dorfstraße 31 sowie das Volksbad stehen unter Denkmalschutz.

## Wirtschaft und Infrastruktur
- Im Ort existieren ein Autohandel sowie mehrere Kleingewerbetreibende.
- Buckow ist an den 2002 eröffneten Fahrrad- und Skateweg Flaeming-Skate angebunden. Die Verkehrsgesellschaft Teltow-Fläming bedient den Ortsteil mit den Linien 756 und R756.